# Christian Friedrich von Knebel
Christian Friedrich von Knebel (* 5. März 1743 in Bayreuth; † 28. Juli 1802 in Cosel) war ein preußischer Generalmajor.

## Leben

### Herkunft
Christian Friedrich von Knebel war der Sohn von Johann Georg Friedrich Knebel (* 13. Oktober 1697 in Bayreuth; † 3. März 1787 ebenda) und dessen Ehefrau Elisabeth Magdalene, geborene Mayer (* 7. März 1720 in Bayreuth; † 6. März 1805 in Ansbach). Sein Vater war markgräflich Ansbacher Geheimrat, Kreisgesandter und Lehnsprobst, seine Mutter die Tochter des Hof- und Regierungsrates Martin Gottlieb Mayer. Sein Bruder Karl Ludwig (1744–1834) war ein deutscher Lyriker und Übersetzer, sein Bruder Wilhelm (1741–1799), braunschweigischer Gesandter am Hof in Stuttgart, seine jüngere Schwester war Henriette (1755–1813).

### Militärkarriere
Knebel stand ab 1758 in Ansbacher Diensten und wurde dort 1765 Leutnant. Am 1. Juli 1774 trat er in preußische Dienste über und wurde als Kapitän und Kompaniechef im neugebildeten Füsilierregiment „Prinz von Hessen-Philipsthal“ Nr. 55 angestellt. Mit dem Regiment nahm Knebel 1778/79 am Bayerischen Erbfolgekrieg teil und stieg im weiteren Verlauf seiner Militärkarriere am 15. März 1786 zum Major und am 12. Januar 1793 zum Oberstleutnant auf. Als solcher kämpfte er 1794/95 in Polen und wurde für seine Leistungen während des Gefechts bei Warschau am 29. August 1794 mit dem Orden Pour le Mérite ausgezeichnet. Zu Beginn des Jahres 1795 folgte seine Beförderung zum Oberst.
Am 26. März 1797 erhielt Knebel die Stelle als Kommandant von Cosel mit einem jährlichen Gehalt von 1700 Talern und wurde schließlich am 11. Juni 1800 Generalmajor. Er verstarb am 28. Juli 1802 in Cosel und wurde zwei Tage später in der Stadt beigesetzt.

### Familie
Knebel hatte sich im Winterquartier in Hirschberg am 10. Januar 1779 mit Luise Friederike Albertine Wilhelmine Reichsfreiin von Soden (* 25. Januar 1752 in Ansbach; † 6. Mai 1810 in Falkenburg an der Neiße) verheiratet. Sie war die Tochter des Ansbacher Kammerherrn und Rittmeisters Heinrich Gabriel Freiherr von Soden. Aus der Ehe gingen folgende Kinder hervor:
- Friedrich Wilhelm (* 22. Juni 1780 in Preußisch Stargard), preußischer Premierleutnant a. D.
- Heinrich Christoph Karl (* 13. April 1782 in Preußisch Stargard)
- Karl Adolf Friedrich Ludwig (* 23. Juli 1783 in Preußisch Stargard; † 1840) ⚭ Wilhelmine von Wolden (1785–1867). (Begründet die Line Knebel-Doeberitz)
- Henriette Wilhelmine Juliane Jeannette (* 21. September 1785 in Preußisch Stargard; † 5. Februar 1872 in Berlin) ⚭ Karl Friedrich von Selasinsky, später preußischer General der Infanterie
- Karoline Friederike Luise (* 13. Oktober 1789 in Preußisch Stargard)